# Efectos visuales
Los efectos visuales, comúnmente abreviados como VFX, son las diferentes maneras por las cuales las imágenes son creadas o manipuladas fuera del contexto de la grabación en vivo. Implican la integración de secuencias en vivo e imágenes generadas para crear entornos que parezcan realistas que serían peligrosas, demasiado costosas o sencillamente imposible de grabar en película. Los efectos visuales usando imágenes generadas por ordenador o Computer-generated imagery (CGI) se han vuelto cada vez más comunes en películas de alto presupuesto y recientemente se han vuelto accesibles también para producciones independientes con la introducción de la animación por computadora y software de composición más barato.

## Concepto
Los efectos visuales son a menudo una parte integral de la historia y de su atractivo. Sin embargo, mucho del trabajo para llevarlos a término se acaba en posproducción y normalmente debe estar planeado con mucho cuidado y coreografiado en preproducción y producción. Los efectos visuales son diseñados y editados como explosiones, carreras de coches, etc. Para conseguir los efectos deseados, un supervisor de efectos especiales acostumbra a estar involucrado en la producción desde el principio, trabajando estrechamente con el director y el equipo de producción. Algunas películas reconocidas que han sido grabadas con el uso de efectos visuales son Flubber, Titanic y la edición especial de Star Wars.

## Antecedentes
Los efectos visuales no deben confundirse con los efectos especiales, pero sin estos últimos no se entenderían. Un ejemplo temprano del posterior desarrollo de estas técnicas aparece en 1900, con las producciones del director francés Georges Méliès. En ese entonces el trucaje era «captar la realidad que discurría ante el objetivo de la cámara». El siguiente director en ser reconocido como pionero de los efectos especiales es Willis O'Brien en la película King Kong (1933) y le sigue William Wyler, el cual aplica la técnica de «pintura mate» en las películas Los diez mandamientos (1956) y Ben-Hur (1959); su trabajo consistió en pintar los escenarios que fueron situados como fondos en las películas donde se colocaban los actores. Sobre las aportaciones de O'Brien, Ray Harryhausen patentará la técnica Dynamation.

## Historia[3]
Los orígenes de los efectos visuales se remontan a la década de los años 60 del siglo XX con la creación de los primeros grafismos, imágenes y dibujos por ordenador a partir de los trazadores gráficos o plóters.
El primer ordenador que permitía el diseño gráfico, con un funcionamiento a través de un tubo de rayos catódicos, fue creado por el Massachusetts Institute of Technology (MIT) bajo el nombre de Whirlwind el cual permitía dibujar puntos y líneas de un único color. 
A pesar de su innovación se estropeaba con facilidad debido al calor que desprendía y que generaba una fundición de sus componentes. 
A principios de los años 60 llegó el primer juego de ordenador, Spacewar!, creado por varios estudiantes de MIT.
Posteriormente llegó el Sketchpad (1963), creado por la misma institución, un sistema que permitía dibujar encima de la pantalla mediante un lápiz luminoso y posteriormente editar las imágenes obtenidas con el teclado. 
Supuso tal adelanto tecnológico en el ámbito de los gráficos por ordenador, que una década más tarde, en los 70, un sistema similar se utilizó para diseñar las carrocerías de los coches.  
En 1963 surgió lo que se considera la primera animación creada íntegramente por ordenador a través de vectores y con una unidad central llamada IBM 7090, recibía el nombre de Simulation of a Two-air Gravity Attitude y fue creado por I. Zajac. El vídeo mostraba como se podía cambiar la orientación de un satélite que orbitaba la Tierra. 
Esta fue la primera temática de los vídeos de animación por ordenador, simulaciones visuales de ideas científicas y técnicas. 
Más tarde autores como Ken Knowlton, Michael Noll y Frank Sindon se incorporaron al mundo de los gráficos por ordenador. 
Fue en este momento que las principales empresas y corporaciones como General Electric, Lockheed-Georgia, Sperry Rand Corporation o TRW empezaron a interesarse por los gráficos realizados por ordenador e incluso la empresa IBM creó el primer ordenador a nivel comercial.  
La década de los 70 supuso un desarrollo de la animación 3D por ordenador, contribuyó a la popularización de estos gráficos en forma de videojuegos. 
Programadores informáticos, junto con artistas, desarrollaron procesadores de manipulación de la imagen electrónica como el sintetizador Paik-Abe de Nam June Paik (1932-2006), que permitió la síntesis entre el vídeo y el ordenador. 
Fue en esta misma época que en Europa, tanto diseñadores gráficos como cineastas, se interesaron por esta técnica. A partir de programas como Picasso, Digital Pictures o HACE FALTA Videographics, pudieron centrarse en el diseño y movimiento de los objetos así como en la integración de las imágenes generadas por ordenador con otros medios. 
Las primeras producciones comerciales llegaron de la mano de la empresa Denver’s Computer Image Corporation con su programa Scanimate, el antecesor del Caesar, capaz de producir animaciones en 2D así como animación de personajes o gráficos y efectos especiales para anuncios publicitarios de televisión y cine. Estos programas funcionaban a partir de imágenes en blanco y negro de ilustraciones escaneadas en el ordenador mediante videocámaras modificadas, estas posteriormente se podían manipular, modificar y colorear. 
En esta época dentro del campo de los gráficos en 3D generados por ordenador destacó la University of Utah, cuyo alumno Henri Gouraud creó el método sombreado interpolatorio.  A diferencia del sombreado constando o plan (el cual funcionaba a través del cálculo de la orientación de los polígonos respecto a las fuentes luminosas y el cálculo del color y hacía que los objetos parecieran sólidos, pero poco realistas) el cálculo del color se realizaba en los vértices del polígono y generaba un aumento de calidad muy grande. 
Aun así, dos años antes (1972) se creó la división de software Synthavision a cargo de la Mathematical Applications Group, Inc. (MAGI). Estos programas eran revolucionarios y permitían combinar formas simples con esferas, cilindros o poliedros a través de operaciones de geometría combinatoria como unión, intersección y diferencia, hecho que permitía modelar objetos complejos. 
El año 1974 Martin Newell, alumno de la University of Utah, construyó una tetera en 3D que tuvo mucha repercusión y todavía hoy en día sirve como modelo de referencia para la investigación de los gráficos en tres dimensiones generados por ordenador.
El año 1976, James F. Blinn, desarrolló el método de simulación de reflexiones denominado environment mapping, el cual consistía en situar una cámara en el centro del objeto reflectivo y hacer seis imágenes: una hacia arriba, una hacia abajo, hacia la izquierda, hacia la derecha, hacia delante y hacia atrás. Con estas seis fotografías se generaba una textura que una vez pegada sobre el objeto daba la sensación de reflejar todo lo que tenía a su alrededor. 
Fue en esta época que muchas empresas como Digital Effects, MAGI o Information International Inc., se interesaron en la producción 3D por ordenador a nivel comercial trabajando con softwares creados por ellas mismas y hardwares gráficos diseñados por clientes.
En la década de los 80 surgieron dos tendencias de investigación y desarrollo en el ámbito digital: la manipulación digital de imágenes y la síntesis digital de imágenes.
En cuanto a la manipulación de imagen, el ordenador se usa para modificar imágenes en las cuales no ha participado en su producción. Tiene dos ramas: procesamiento de imágenes y técnicas de composición de imágenes. 
El procesamiento de imágenes consiste en almacenar digitalmente materiales visuales previos para trabajar sobre estos o alterarlos de muchas formas diferentes.
En cuanto a la composición hace referencia a la combinación de imágenes. Estas pueden estar producidas expresamente para ser combinadas o no. Aun así, se pueden involucrar imágenes en movimiento donde se utilizan técnicas digitales de movimiento controlado por ordenador junto con técnicas de procesamiento de imágenes para asegurar que la combinación sea imperceptible en el fotograma.
En la actualidad, las técnicas de movimiento controlado por ordenador se utilizan en muchos medios en la fase de desarrollo, pero sobre todo ha habido un auge en la parte de posproducción. 
El primer cortometraje realizado íntegramente por ordenador fue Dilemma, creado en 1981 por John Halas y producido por Computer Creations en los EE. UU.
En esa misma década, James H. Clark diseñó un chip de computadora, el Geometry Engine, capaz de procesar imágenes 3D en tiempo real y modelar sus diseños en un monitor. 
En 1982 se creó el Silicon Graphics Inc (SGI), que incorporaba un software para crear imágenes 3D. Se centraron en crear ordenadores con un alto rendimiento gráfico que incorporaban procesadores de alta velocidad.
En paralelo a estas invenciones, en el mundo de los videojuegos y cine, llegaba Lucasfilm Ltd. de George Lucas, quien firmó con Atari la creación de un videojuego, primera invención que se realizaba entre un estudio de cine y una empresa de videojuegos. A partir de aquí planearon crear otro videojuego basado en la película de Steven Spielberg Raiders of the Lost Ark (1981), así como juegos de arcade y software para ordenadores. Hoy en día el departamento de videojuegos de Lucasfilm Ltd. recibe el nombre de LucasArts.
Aun así, Lucasfilm Ltd. creó una división encargada de los efectos especiales cinematográficos denominada Industrial, Light and Magic (ILM) la cual posteriormente se separaría y llegaría Pixar (1986), donde se dedicarían a estudiar el potencial de los gráficos generados por ordenador. 
Pixar desarrolló en 1988 el RenderMan, un programa que consistía en un conjunto de herramientas de renderizar que incluían un lenguaje de sombreado (shading language) y un renderizador. Esta herramienta describía todo lo que el ordenador necesitaba saber antes de hacer la renderización de la escena en tres dimensiones: los objetos, las cámaras, los efectos atmosféricos, las fuentes de luz, etc. Las escenas convertidas en archivos RenderMan pueden ser renderizadas en cualquier sistema sea PC o Mac. 
En esta época la investigación se basaba principalmente en refinar las técnicas de modelado y de sombras heredadas de los años 70. Un ejemplo de esta investigación es la radiosidad o radiosity, método que calcula tanto la iluminación directa cómo reflejada que los llega a los objetos consiguiendo así un grado de realismo espectacular, pero a costes muy elevados. A pesar de sus costes, se puede ver el uso de este método en el film Shreck 2 (2004).
A mediados de la década de los 80 los algoritmos para la creación de imágenes por ordenador ya estaban inventados completamente, pero debido a que su uso no estaba muy extendido y su coste de producción era muy elevado, los estudios cinematográficos todavía no confiaban en los efectos generados por ordenador.
Los años 80 destacan por largometrajes como Tron (1982) de Steven Lisberger, Star Trek II: The Wrath of Khan (1982) de Nicholas Meyer, The Last Starfighter (1985) de Nick Castle, Young Sherlock Holmes (1986) de Barry Levinson, Willow (1988) de Ron Howard y The Abyss (1989) de James Cameron, los cuales todavía hoy en día son considerados piezas clave en la historia del cine digital puesto que fueron filmes pioneros.  
En la década de los 90 llegó el Video Toaster creado por la compañía NewTek. El Video Toaster ofrecía herramientas esenciales para la producción de videojuegos de alta calidad como efectos digitales de vídeo a tiempo real, generador de caracteres, digitalización de imágenes en tiempo real, sistema de videopintura, gráficos 3D y animación... Así como la posibilidad de mantener dos imágenes de 24 bits cada una en pantalla, la mezcla de señales para la entrada del luma key y el chroma key y el procesamiento del color en tiempo real. 
En 1992 la Academia de los Oscar galardonó a seis técnicos desarrolladores del departamento de animación de The Walt Disney Company y a tres desarrolladores de Pixar con un premio científico y técnico por su trabajo sobre Computer Animation Production System (JEFAS), sistema de animación 2D que simplifica y automatiza aspectos complejos de la posproducción de animaciones de dibujos animados.
En 1993, en IBM, el director y productor James Cameron, el experto en efectos especiales Stan Winston y el exdirector de efectos visuales de ILM Scott Ross se unieron para crear un nuevo estudio dedicado a los efectos visuales y producción digital Digital Domain.
ILM por su parte creó Joint Environment for Digital Imaging (JEDI) con la ayuda de SGI creando así el software más potente de SGI. 
Durante esta época, debido al incremento tanto de los filmes con efectos visuales como de la animación, de las series de televisión y de los videojuegos, los animadores 3D y los artistas digitales tuvieron gran demanda. La producción de animación y de efectos digitales por ordenador estaba dominada por ciertas compañías ya líderes en el mercado diez años antes. 
En el año 1995 llegó el primer largometraje de animación hecho íntegramente por ordenador: Toy Story de John Lasseter con Pixar Animation Studios y The Walt Disney Company. Fue un éxito de taquilla y público. Fue a partir de esta película que el público del cine se enteró de que el cine de animación por ordenador podía ser un gran competidor del tradicional cine de dibujo bidimensional. 
En esta década, la técnica de renderización basada en la imagen, refinada y mejorada por la University of California, facilitó el proceso de reconstrucción de entornos tridimensionales fundamentados en referencias fotográficas de localizaciones. Durante este periodo la simulación del agua, gases y materiales de naturaleza frágiles y quebradizos ganaron importancia. 
Con la llegada del siglo XXI es difícil hablar de innovaciones puesto que estas son numerosas y cada año aparecen nuevas, tanto en el mundo de la informática como en el audiovisual. 
Aun así, el cine digital en formato HD High Definition continúa su crecimiento con filmes como Star Wars. Episode II, Attack of the Clones (2002) de George Lucas.
Hoy en día la producción de filmes de carácter digital es muy numerosa, pero la industria ha pasado por momentos de altibajos que provocaron el cierre del grupo de efectos visuales de la compañía The Walt Disney Company así como la división de animación y efectos visuales de R/Greenberg Associates.
Algunos filmes donde destacan los efectos visuales son: 
- Pearl Harbor (2001) de Michael Bay
- Trilogía de The Lord of the Rings (2001, 2002 y 2003) de Peter Jackson
- Trilogía sobre Spider-Man (2002, 2004 y 2007) de Sam Raimi
- (2003) de Jonathan Mostow
- Los dos filmes sobre The Hulk (Hulk, 2003, de Ang Lee, y The Incredible Hulk, 2008, de Louis Leterrier)
- La segunda y tercera parte de The Matrix (ambas de 2003) de las hermanas Wachowski
- Trilogía de Pirates of the Caribbean (2003, 2006 y 2007) de Gore Verbinski
- King Kong (2005) de Peter Jackson
- Sin City (2005) de Frank Miller y Robert Rodriguez
- 300 (2007) de Zack Snyder

A principios del siglo XXI también aumenta el uso de los efectos visuales en anuncios publicitarios y videoclips.
Gracias a los efectos visuales o digitales, el formato DVD se populariza tanto que en la producción de los filmes se tiene en cuenta este formato a la hora de ofrecer las versiones completas o alternativas de las películas, dejando así en segundo plano el formato VHS (Video Home System). En 2007 llega el formato Blue-ray que se populariza por su capacidad de almacenar datos. 
Actualmente el mundo del cine es cada vez más asequible para el usuario, que puede editar sus vídeos con programas de edición como Adobe Premiere Pro, Avid o Final Cut Pro;  todo el mundo puede introducir efectos digitales y visuales con programas como Combustion o Shake e incluso hoy en día todo el mundo puede crear personajes animados en 3D con programas como Maya o 3D Studio MAX, esto es debido a la popularización y democratización de la tecnología, cada vez más presente en nuestra vida y a nuestro alcance.

## Clases
Los efectos visuales se pueden dividir en al menos cinco categorías:

### Modelado
Sets en miniatura y modelos, animatrónica, y animación por Stop motion.

### Pintura mate
Pinturas hechas de forma digital o tradicional, o fotografías que sirven como fondos para elementos rotoscópicos. En esencia el artista se encarga de pintar un grupo de fotografías realistas con mucho detalle; los actores son congelados en la escena para que no rompan el borde de los cuadros que se agregaran más tarde en post-production. Fue usada por primera vez en la película El mago de Oz y después en Star Wars: Episodio V - El Imperio contraataca.

### Imagen real
Utilización de actores reales con croma (fondos azules o verdes). El fondo verde es el que predomina en esta técnica por encima del fondo azul, ya que los sensores de imagen en las cámaras de vídeo son más sensibles en el color verde y necesita menos iluminación que el fondo azul, aparte de que el fondo azul llegaba a mezclarse con los ojos del actor o su vestimenta.

### Dibujos Digitales
Simulación de luz en gráficos por ordenador, simulación de texturas, animación y personajes 3D generados por ordenador, efectos de partículas, sets digitales, fondos.

### Efectos digitales
Conocidos como digital FX o FX. Son los diferentes procesos por los cuales las imágenes son creadas o manipuladas con o por activos fotográficos. Los efectos digitales muchas veces incluyen la integración de fotografía fija e imágenes creadas por ordenador (CGI) con la intención de crear entornos que parezcan reales, pero que sería peligroso, costoso o imposible de grabar con una cámara. FX se suele asociar con el mundo de la fotografía fija en contraste con los efectos visuales que se asocia más con la producción de películas en movimiento.

### Morphing

Ejemplo de morphing

El morphing, palabra que proviene del griego μορφή morfé=forma, es un efecto especial realizado por ordenador. Consiste en la transformación de la imagen de un objeto o sujeto real en otra imagen, otro objeto u otro sujeto real a través de una transición. 
Se utiliza para crear la ilusión de transformación parecida a la metamorfosis, para crear una escena fantástica o surrealista.
El proceso de morphing consiste en filmar o fotografiar los dos elementos que formarían parte de la transformación por separado (el elemento u objeto origen y el elemento u objeto final). Una vez fotografiados, el ordenador, a través de un programa de tratamiento de imágenes, digitaliza ambos elementos y busca puntos comunes entre el elemento origen y final generando así el elemento resultante de la transformación. 
Uno de los ejemplos más famosos lo encontramos en el personaje de T-100 de Terminator 2,el cual cambia de una textura de metal líquido a una imagen humana.

### Color Grading
El etalonaje o color grading es el proceso de corrección de color digital. Permite cambiar y realzar el color de un film con el objetivo de ajustarlo a la fotografía final. El etalonaje consiste en ajustar la intensidad de la luz y del color para formar una única pieza audiovisual compacta y homogénea a nivel de color y así poder conseguir la función narrativa del film (dramática, alegre, triste...).
También se utilizan programas de corrección de color específicos y precisos que permiten modificar aspectos aparentemente insignificantes como serían los detalles de una escena, garantizando la calidad del resultado final.

### Captura de movimiento
La motion capture o captura de movimiento es una técnica que sirve para grabar y almacenar los movimientos de los actores o animales y posteriormente trasladar estos movimientos a un modelo digital de personaje en 3D el cual será animado. 
Se basa en la técnica de la fotogrametría y es característica de las películas de fantasía o ciencia ficción donde encontramos personajes inexistentes en la realidad. 

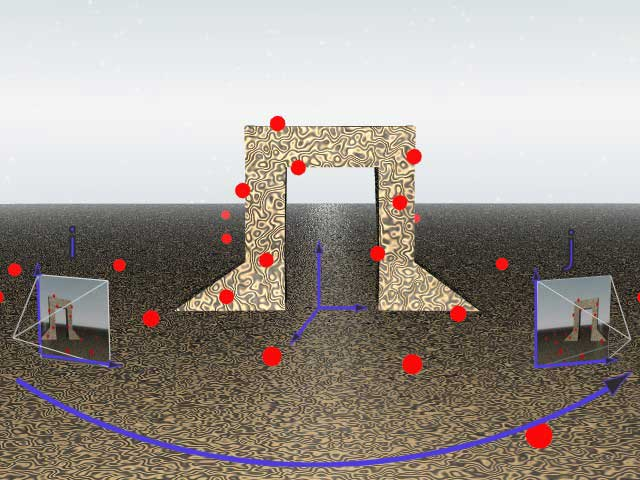
Proceso de match moving

El actor cuyos movimientos son almacenados a través del sistema VICOM (entre otros muchos), tiene que llevar un traje con esferas reflectantes en un escenario con un mínimo de 16 cámaras de luz infrarroja. Estas capturan los movimientos tanto del cuerpo como de la cara.

### Match moving
El match moving es una técnica de efectos visuales que permite insertar gráficos creados por ordenador en un video con la posición correcta, escala, orientación y movimiento en relación con los objetos presentes en la toma. El término se usa libremente para referirse a muchas maneras de extraer información de movimiento de una película, particularmente del movimiento de cámara.